# Sound of Silver
Sound of Silver ist das zweite Studioalbum der US-amerikanischen Rockband LCD Soundsystem und erschien am 12. März 2007 auf den Labels DFA Records, Capitol Records und EMI Records.

## Hintergrund
Frontmann, Sänger und Produzent James Murphy spielte den Großteil der Instrumente selber ein, wurde jedoch von seinen Bandmitgliedern Tyler Pope, Nancy Whang und Patrick Mahoney und mehreren Studiomusikern unterstützt. Auf Sound of Silver vereinte Murphy Elemente aus Electronica, Indie-Rock, New Wave, Dance, Punk, Disco, Synth Pop, Funk, House, Electroclash und Krautrock. Die Single All My Friends ist von der Post-Punk-Band Joy Division beeinflusst. Get Innocuous! enthält ein Sample aus Die Roboter (1978) von Kraftwerk.
Das Album wurde 2006 in den DFA Studios in New York City und der Long View Farm in North Brookfield, Massachusetts, aufgenommen. Die Long View Farm ist ein Bauernhof mit Tonstudio, in dem schon Musiker wie die Rolling Stones, Aerosmith oder Stevie Wonder spielten. Murphy deckte den gesamten Aufnahmeraum mit Alufolie ab, was eine mögliche Inspiration für den Albumtitel Sound of Silver war.
Das Album ist dem Psychotherapeuten Dr. George Kamen (1942–2006) gewidmet.
Someone Great war bereits Teil der EP 45:33, die Murphy 2006 für Nike produzierte. Auch zwei Bonustracks der japanischen CD-Veröffentlichung des Albums stammen von der EP.
Der Song Get Innocuous! ist in dem TV-Spot des Videospiels Grand Theft Auto IV und in dessen Soundtrack zu hören.
John Cale und die Rockband Franz Ferdinand nahmen 2007 Coverversionen von All My Friends auf.
Das melancholische New York, I Love You but You’re Bringing Me Down war das letzte Stück, das LCD Soundsystem auf dem Abschiedskonzert am 2. April 2011 im Madison Square Garden spielte.

## Titelliste
Bis auf die gekennzeichneten Ausnahmen stammen alle Songs aus der Feder von James Murphy.
Seite 1
1. Get Innocuous! (James Murphy, Tyler Pope) – 7:11
2. Time to Get Away (Murphy, Patrick Mahoney, Pope) – 4:11
Seite 2
3. North American Scum – 5:25
4. Someone Great – 6:25
Seite 3
5. All My Friends (Murphy, Mahoney, Pope) – 7:37
6. Us v Them (Murphy, Mahoney, Pope) – 8:29
Seite 4
7. Watch the Tapes – 3:55
8. Sound of Silver – 7:07
9.  New York, I Love You but You’re Bringing Me Down (Murphy, Mahoney, Pope) – 5:35
Bonustracks (Japan)
10. North American Scum (Kris Menace Dub) – 6:03
11. North American Scum (Onastic Dub) – 8:57
12. Hippie Priest Bum-Out – 4:26

## Rezeption

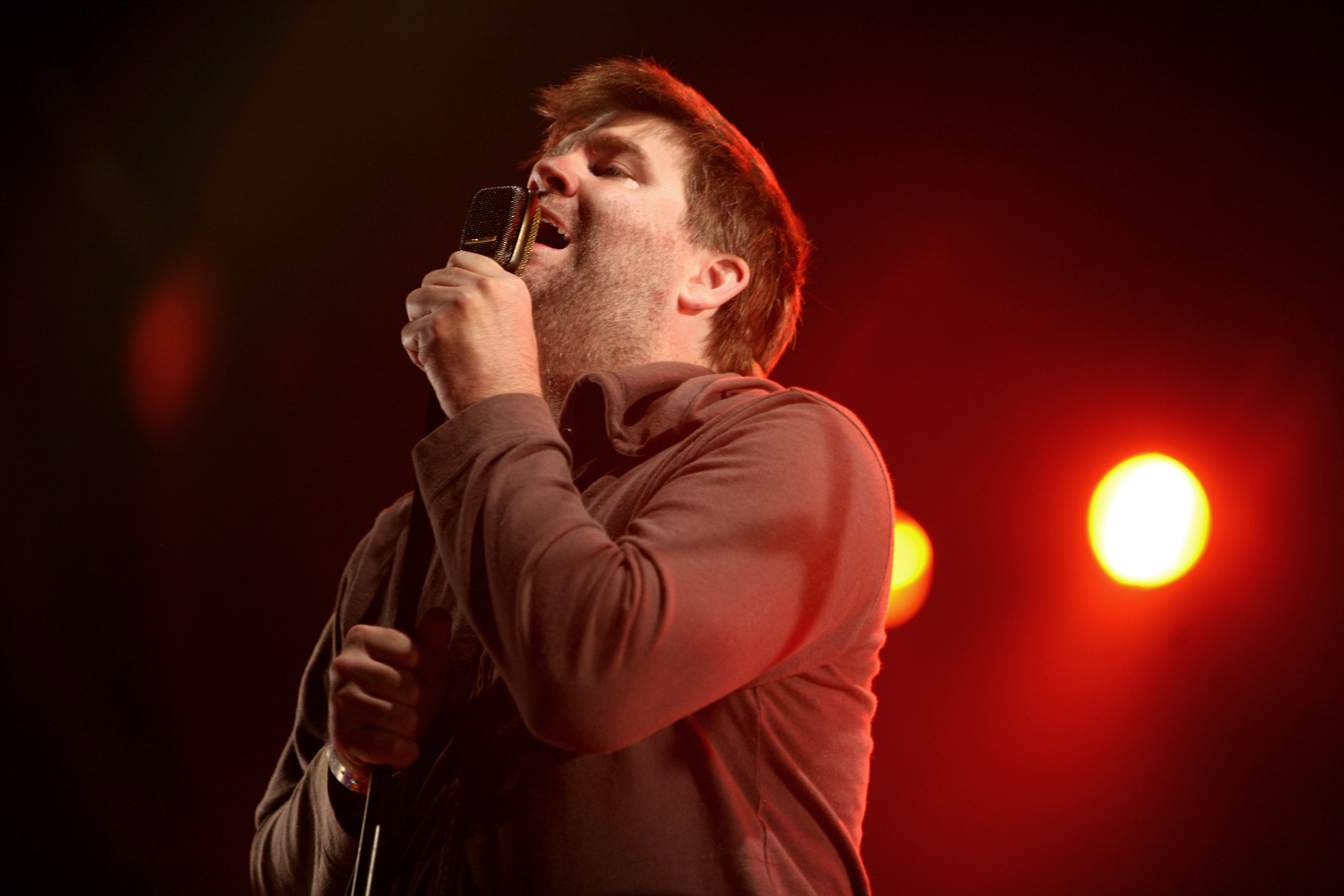
James Murphy 2007

Das Album wurde sehr positiv rezensiert. 2008 war es für den Grammy Award in der Kategorie Bestes Dance/Electronic-Album nominiert. 
Das Magazin Rolling Stone wählte Sound of Silver auf Platz 7 der 50 besten Alben 2007. In der Auswahl des New Musical Express belegt es Platz 11. Die Zeitung Guardian führt das Album auf Platz 4 und Pitchfork auf Platz 2 ihrer Jahreslisten.
Auch Jahre nach Veröffentlichung erhielt das Album noch viel Beachtung: Rolling Stone wählte Sound of Silver 2012 auf Platz 395 und 2020 auf Platz 433 der 500 besten Alben aller Zeiten sowie 2011 auf Platz 12 der 100 besten Alben der 2000er Jahre.
Das Album belegt Platz 49 der 500 besten Alben aller Zeiten in der Aufstellung des New Musical Express. Das Magazin wählte es zudem auf Platz 11 der 100 besten Alben des Jahrzehnts.
Pitchfork führt es auf Platz 17 der 200 besten Alben der 2000er Jahre.
In der Auswahl der 300 besten Alben aus dem Zeitraum 1985 bis 2014 von Spin erreichte es Platz 47.
Uncut wählte Sound of Silver auf Platz 72 der 200 besten Alben aller Zeiten.
Die deutsche Zeitschrift Musikexpress führt es auf Platz 6 der 50 besten Alben des neuen Jahrtausends.
Der Metascore des Albums beträgt 86 von 100 möglichen Punkten.
Sound of Silver wurde in die 1001 Albums You Must Hear Before You Die aufgenommen.

„Wie schon zuvor, pickten sich LCD auch hier wieder die Rosinen aus dem Kuchen der Achtzigerjahre – also die Talking Heads, Synthie-Pop und hie und da ein wenig vom Popsensibelchen Brian Eno –, verfeinerten damit den aus Glockenspielen, eingängigen Elektroakkorden und Blümchenpop gerührten Teig und fügten, wie in
der herausragenden Singleauskopplung „North American Scum“ zu bewundern, noch eine große Prise intellektuell-politisches Bewußtsein hinzu. (...) Statt dessen wartet man mit Stücken wie „Time To Get Away“ auf, die sich zunächst mit dem Eingangsriff von „Billie Jean“ in die Ohrmuschel wühlen, nur um das Ganze dann mit einem großen
Schlag aus dem Bowie-Repertoire aus seiner Gefälligkeit zu katapulieren. „Get Innocuous!“ verwöhnt die Gehörgänge mit sanften Elektronikbeats und schwungvollen Synthiepassagen, während „Someone Great“, das wohl beste Stück auf dem Album, mit seinen süßlich-beruhigenden Triangeln, Human-League-verdächtigen Keyboards und den unsterblichen Themen von Liebe und Verlust, Anklänge an den New Wave aufweist. Das gedämpfte Albumcover und auch der Titel sind einfach zu bescheiden, denn dahinter verbergen sich musikalische Juwelen.“

All My Friends belegt Platz 2 der 500 besten Songs der 2000er Jahre von Pitchfork und wurde von der Website zum besten Song des Jahres 2007 gekürt. Rolling Stone wählte ihn auf Platz 41 der 100 besten Songs des Jahrzehnts und auf Platz 16 der 100 besten Songs des Jahrhunderts. 2021 erreichte All My Friends Platz 87 der 500 besten Songs aller Zeiten. Der New Musical Express führt ihn auf Platz 91 der 500 besten Songs aller Zeiten. Das Magazin Time nahm All My Friends in die Aufstellung der 100 besten Songs auf.

## Erfolg
Das Album erreichte Platz 46 der Billboard 200, Platz 28 der britischen Album-Charts und Platz 80 der deutschen Albumcharts. In Großbritannien erhielt es eine Goldene Schallplatte für 100.000 verkaufte Exemplare.